# モイセス・ビジャロエル
モイセス・ビジャロエル（Moisés Fermín Villarroel Ayala、1976年2月12日 - ）は、チリの元サッカー選手。元チリ代表。ポジションはミッドフィールダー。

## 来歴
1997年にチリ代表デビュー。翌年の1998 FIFAワールドカップではグループステージ全3試合に出場、ベスト16となった。また、コパ・アメリカには4大会に出場した。2005年までに36試合に出場、1得点をあげた。

## 代表歴

### 出場大会
- チリ代表
  - 1998 FIFAワールドカップ

### 試合数
- 国際Aマッチ 36試合 1得点（1997年-2005年）[1]

| チリ代表 | 国際Aマッチ | 国際Aマッチ |
| 年       | 出場        | 得点        |
| -------- | ----------- | ----------- |
| 1997     | 3           | 0           |
| 1998     | 10          | 0           |
| 1999     | 5           | 0           |
| 2000     | 4           | 0           |
| 2001     | 5           | 0           |
| 2002     | 0           | 0           |
| 2003     | 0           | 0           |
| 2004     | 4           | 1           |
| 2005     | 5           | 0           |
| 通算     | 36          | 1           |